# Na lepše
Na lepše je najbolj znana turistična oddaja o Sloveniji. Njen avtor je Drago Bulc, oddaja pa traja 30 minut in je naslednica oddaje Homo Turisticus.

## Epizode

### 1. sezona
| Zap. # | Ep.# sez. | Obiskani kraji | Premierno predvajanje |
| ------ | --------- | --- | --------------------- |
| 1.     | 1.        | Kranjska Gora, Zbilje (namig za potep)                                                                              | 2. marec, 2009        |
| 2.     | 2.        | Rogla, Ribniško Pohorje-Kope, Sečoveljske soline (namig)                                                            | 9. marec, 2009        |
| 3.     | 3.        | Vogel, Bohinj, Berlin, Višnja Gora-Jurčičeva pot (namig)                                                            | 16. marec, 2009       |
| 4.     | 4         | Krvavec, Planica, Adergas-Štefanja Gora, ribniki Češnjevek, Črnomelj-Krajinski park Lahinje (namig), Dvor Jezeršek  | 23. marec, 2009       |
| 5.     | 5         | Izola, STO Tematske poti "Na lepše", Oljčni nasad Belvedere, Loški muzej (namig), Korte                             | 30. marec, 2009       |
| 6.     | 6.        | Dolenjske Toplice, Dunaj, Baza 20, K2M-lončarska delavnica, Park zdravilnih zelišč (Črmošnjice), Celje (namig)      | 6. april, 2009        |
| 7.     | 7.        | Kanin, rafting Soča, Naj smučišče (Bled), Golf Bovec, trdnjava Kluže-muzej na prostem, Vipavski Križ (namig)        | 13. april, 2009       |
| 8.     | 8.        | Laško, Rimske Toplice, jadranje v Izoli, ogled Pivovarne, grad Tabor, Lectova srca, Radomlje (namig), ranč Vesenjak | 20. april, 2009       |
| 9.     | 9.        | Štanjel, Kras, Medana-Brda, Brje, Ravbarjeva domačija, Preddvor (namig) osmica (Praprot)                            | 27. april, 2009       |